# Zona Reservada Reserva Paisajística Cerro Khapia
Die Zona Reservada Reserva Paisajística Cerro Khapia ist ein Schutzgebiet in Südost-Peru in der Region Puno. Reserva Paisajística heißt im Deutschen „Landschaftsreservat“. Das Reservat wurde am 28. Mai 2011 eingerichtet. Verwaltet wird es von der staatlichen Naturschutz-Agentur Servicio Nacional de Areas Naturales Protegidas por el Estado (SERNANP). Das Areal besitzt eine Größe von 183,14 km². Das Schutzgebiet dient der Erhaltung einer Berglandschaft am Titicacasee und dem dort vorkommenden Ökosystem.

## Lage
Das Schutzgebiet erstreckt sich über das Bergmassiv des 4960 m hohen Cerro Khapia und reicht bis auf eine Höhe von 4000 m hinab. Das Bergmassiv erhebt sich am südwestlichen Seeufer des Titicacasees, 110 km südöstlich der Regionshauptstadt Puno. Es liegt in den Distrikten Yunguyo, Copani und Cuturapi der Provinz Yunguyo sowie in den Distrikten Zepita und Pomata der Provinz Chucuito.

## Ökologie
Im Schutzgebiet entspringen 23 Zuflüsse des Titicacasees. Nahe der Gipfelregion des Cerro Khapia befindet sich der Bergsee Laguna Huarahuarani (oder Warawarani). Zur Fauna im Schutzgebiet gehören der Titicaca-Taucher (Rollandia microptera), verschiedene Andenkärpflinge (Orestias) sowie Trichomycterus, eine Gattung aus der Familie der Schmerlenwelse.